# Barriereradar

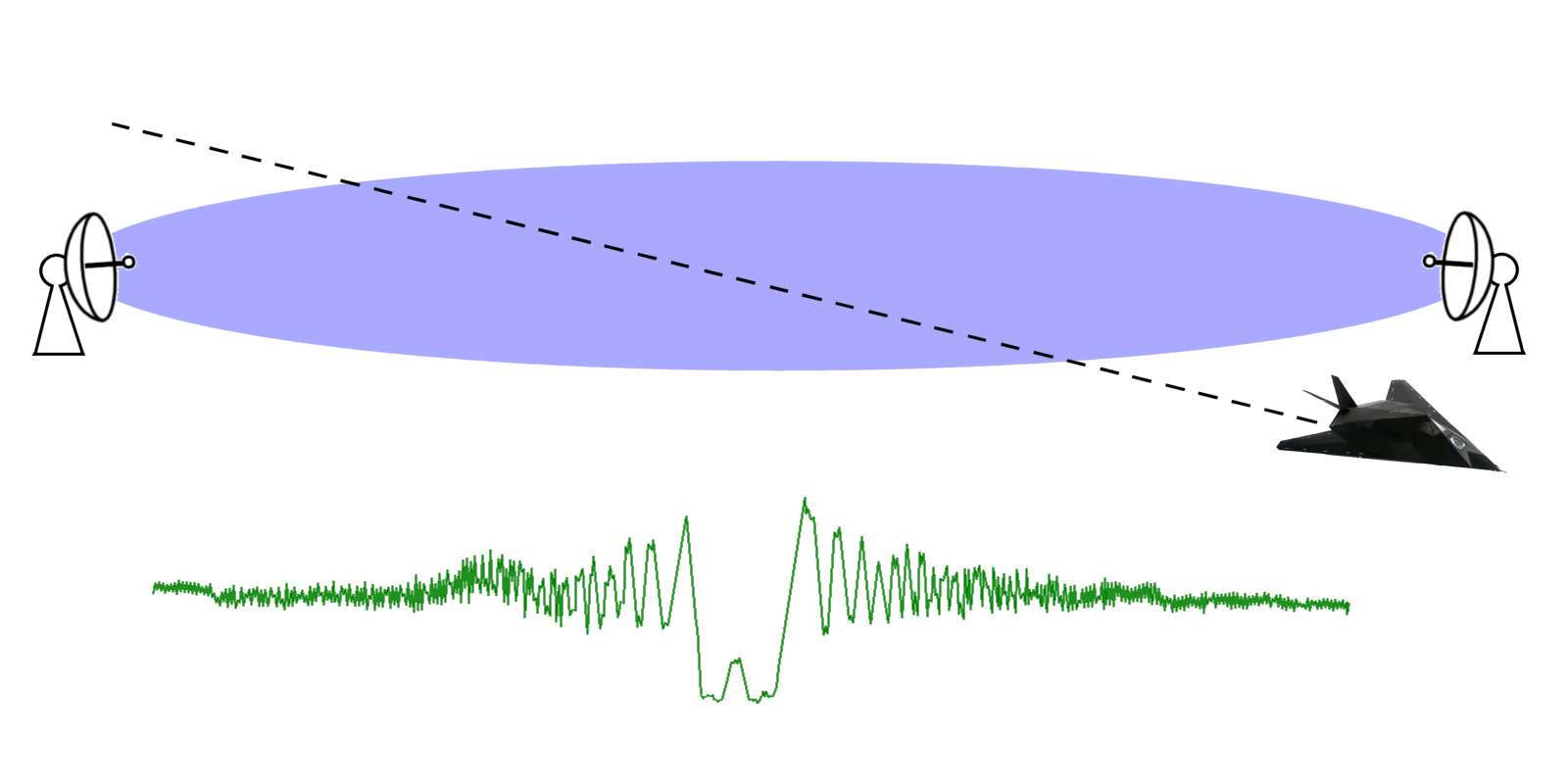
Barriereradar, Amplitudenverlauf bei schrägem Durchflug durch die Linie zwischen Sender und Empfänger

Ein Barriereradar (forward scatter radar, FSR) ist ein bistatisches Radar und soll Ziele erfassen, welche eine Linie zwischen Sender und Empfänger passieren. Es ist ein Spezialfall des bistatischen Radars, welches keine Reflexion am Ziel voraussetzt, sondern eine Streuung in ungefährer Vorwärtsrichtung zum Empfänger. Diese Streuung wird in englischsprachiger Literatur als forward scattering bezeichnet und kann sowohl mit Streuung als auch mit Diffraktion bezeichnet werden.
Für eine Zielerkennung können in einem Barriereradar drei verschiedene Funktionen genutzt werden:
- Bei reiner unmodulierter Dauerstrichsendung kann der Empfänger nur eine Änderung der Amplitude des Signals erkennen. Diese entsteht durch Mehrwegausbreitung (direkt und durch Diffraktion) und nachfolgender Interferenz beider auf unterschiedlichem Weg am Empfänger eintreffenden Signale. Der Umweg über die Diffraktion ist jedoch in der Regel sehr klein und liegt in der Größenordnung einer oder mehrerer Wellenlängen. Je nach Phasenlage kann sich das empfangene Signel entweder verstärken oder abschwächen. Der Effekt kann auch durch Fading beschrieben werden und tritt überwiegend in der ersten Fresnelzone auf.
- Durch Erkennung einer Dopplerfrequenz bei der Annäherung des Zieles an die Linie zwischen Sender und Empfänger. Die Dopplerfrequenz kann zum Beispiel auch genutzt werden, um zwischen Flugzeug und Vogelflug zu unterscheiden.[1] Diese Dopplerfrequenz ist ebenfalls sehr gering, wenn die Radialgeschwindigkeit zum Empfänger sehr klein wird bei einem annähernd rechtwinkligem Kurs auf die Linie zwischen Sender und Empfänger.
- Bei einem FMCW-Radar kann tatsächlich ein kleiner Unterschied in der Ausbreitung elektromagnetischer Wellen zwischen direktem Weg und dem zweiten, durch Streuung am Ziel empfangenen Weg gemessen werden.

Es ist allerdings in keinem der drei Fälle eine genaue Lokalisierung möglich, also an welcher Stelle genau diese Linie überquert wird.
Eine Berechnung anhand der Radargleichung ist hier wegen der einfachen Ausbreitungsrichtung zwischen Sender und Empfänger wenig sinnvoll, jedoch werden Berechnungen durchgeführt, welche effektive Reflexionsfläche des Zieles notwendig ist, um einen Alarm auszulösen. Hier kommt es weniger auf eine möglichst gute Empfindlichkeit an, sondern auf einen sinnvollen Kompromiss zwischen Empfindlichkeit und der Wahrscheinlichkeit von Fehlalarmen. Bei dem um 1955 in Nordamerika eingesetzten Barriereradar AN/FPS-23 „Fluttar“ (von: „flutter radar“) konnte kein Kompromiss zwischen Empfindlichkeit und Unterdrückung von Fehlalarmen zum Beispiel durch Vogelflug oder Schichten unterschiedlicher Dichte, von zum Beispiel wärmeren Abgasen von Dieselaggregaten gefunden werden.
Barriereradarstrecken von wenigen zehn Metern werden heutzutage in der Objektsicherung verwendet. Diese Technologie bietet den Vorteil von Witterungsbeständigkeit und die Unabhängigkeit von Lichtverhältnissen. Eine militärische Nutzung ist interessant, weil die üblichen Tarnmaßnahmen gegen Radar hier wenig wirksam sind.